# كتبان
كتبان هي قرية في مقاطعة سلماس، إيران. يقدر عدد سكانها بـ 300 نسمة بحسب إحصاء 2016.